# Шах, Чаутарья Пушкар
Чаутарья Пушкар Шах (непальск. पुष्कर शाह; 16 августа 1784, Катманду, Непал — 1841) — непальский государственный деятель, премьер-министр Непала в 1838—1839 годах.
Ранее он занимал пост губернатора Доти (1831—1837), специального посла в Китае (1837—1838) и государственного советника (1840—1841).

## Политическая карьера
Пушкар был премьер-министром Непала в течение короткого времени с августа 1838 года по начало 1839 года. Он был назначен премьер-министром и главнокомандующим непальской армии Непала королём Раджендрой против воли младшей королевы Раджии Лакшми. В то время, когда он стал премьер-министром, двор Непала был разделён на две сторон: одна выступала против британцев и хотела объявить войну, тогда как другая хотела сохранить мир. Пушкар Шах верил в войну с англичанами. Он был вынужден уйти в отставку с поста премьер-министра в начале 1839 года, главным образом потому, что британцы настойчиво просили короля Раджендру Бикрам Шаха сместить Пушкара с поста и назначить Рану Джанга Панде — министра, поддерживающего британцев.